# Jalal Dabagh
Jalal Dabagh (født 12. maj 1939 i byen Silêmanî i sydlige Kurdistan) er en kurdisk politiker, forfatter og journalist. 
Jalal Dabagh har løbende deltaget i den kurdiske guerilla-bevægelse (peshmerga), og han har skrevet og oversat mange bøger, blandt andre den kurdiske oversættelse af Det Kommunistiske Manifest.

## References
1. ↑  "Arkiveret kopi". Arkiveret fra originalen 16. september 2008. Hentet 15. oktober 2009.
2. ↑  MIA – Kurdish Section
3. ↑  manifest[1].doc